# 광문고등학교 (서울)

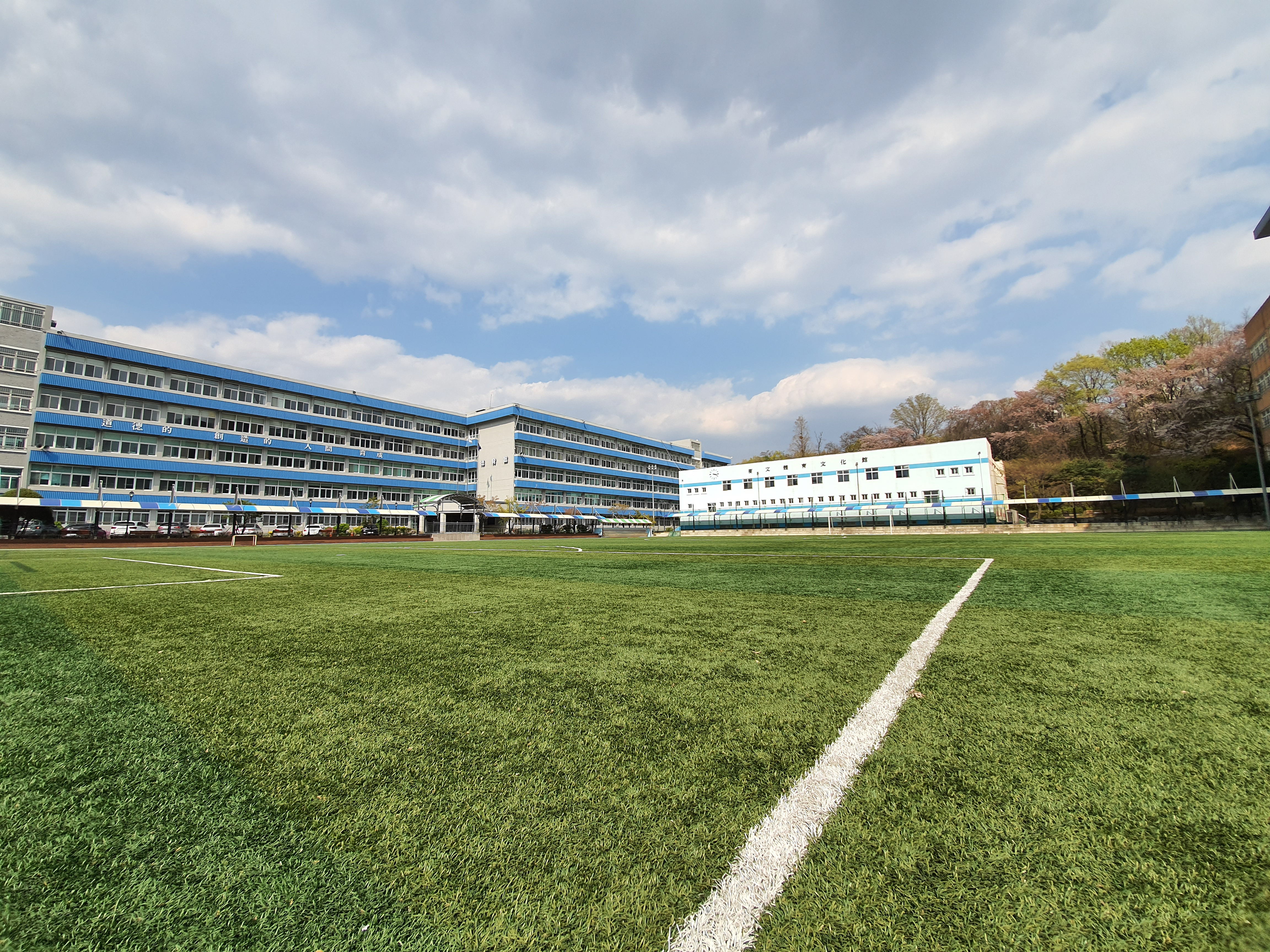
학교

광문고등학교(廣文高等學校)는 대한민국 서울특별시 강동구 고덕동에 위치한 사립 고등학교이다.

## 학교 연혁
- 1984년 12월 17일 : 고등학교 설립 인가(30학급)
- 1985년 7월 20일 : 설립자 초대 이광순 이사장 취임
- 1985년 11월 5일 : 학교법인 광문학원 설립 인가
- 1986년 3월 17일 : 초대 이인상 교장 취임
- 1988년 2월 12일 : 제1회 졸업식

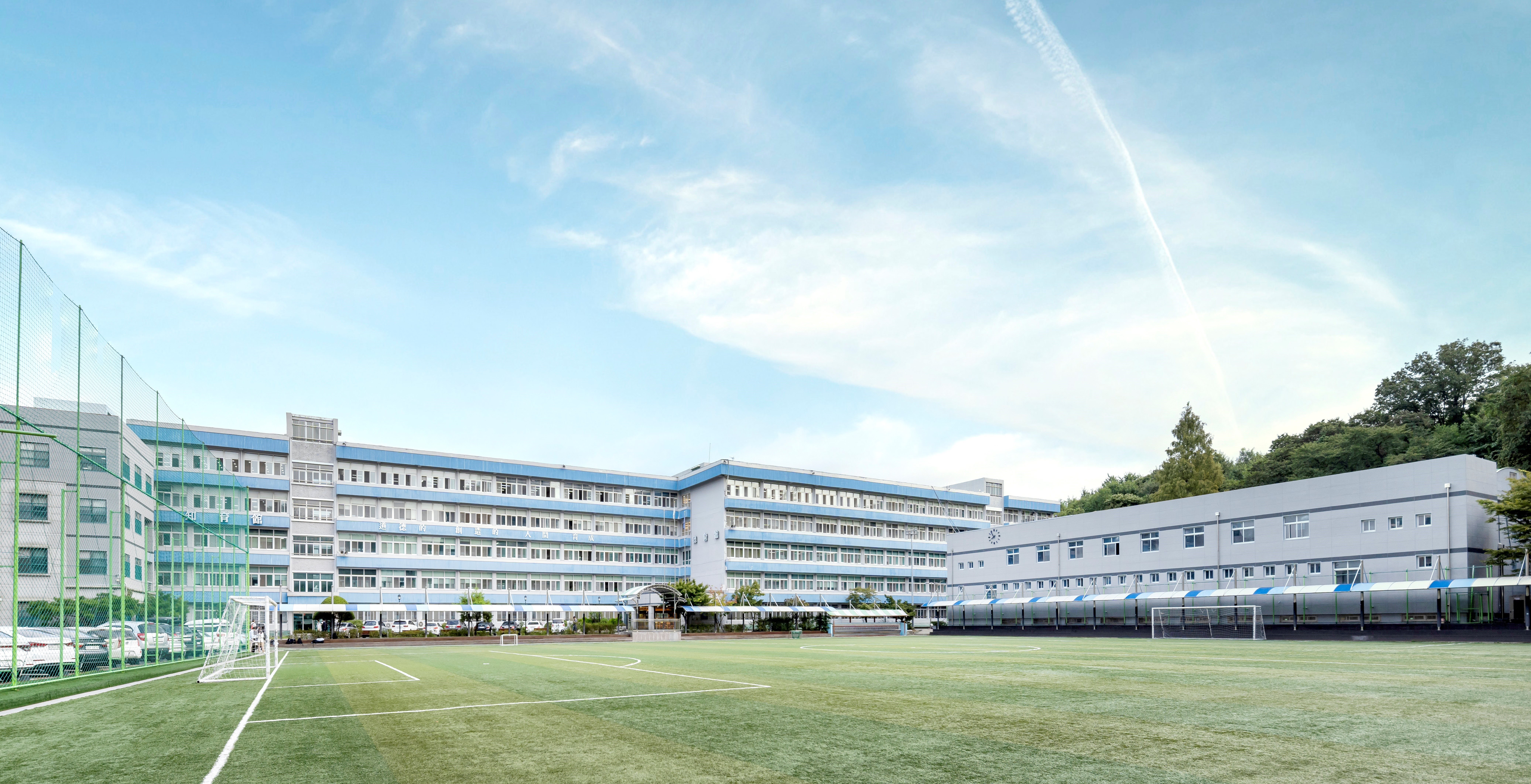

- 1990년 11월 5일 : 청곡체육문화관 준공
- 2002년 3월 1일 : 남녀 공학 인가
- 2002년 12월 3일 : 정보관 준공
- 2017년 1월 1일 : 제6대 김학민 이사장 취임
- 2017년 2월 7일 : 제30회 졸업식(총 졸업생 18,599명)
- 2018년 10월 15일 : 운동장 인조잔디 조성
- 2021년 9월 1일 : 제9대 곽경선 교장 취임
- 2024년 3월 1일 제10대 이종수 교장 취임

## 참고 자료
- 광문고등학교 - 한국교육학술정보원 학교알리미